# パッタヤー
パッタヤーまたはパタヤ (พัทยา) は、タイにある特別市。チョンブリー県内にあり、バーンラムン郡のタムボン「ノーンプルー」「ナークルア」、および「フワイヤイ」「プラーライ」の一部からなる。バンコクの東南の165キロメートル、タイランド湾に接するバンコク近郊の高級リゾート地で、ビーチやマリンスポーツが盛んである。世界的に名だたる娼婦街であるとタイ人の間でも認められている。

## 歴史
元々パッタヤーは小さな漁村に過ぎなかったが、ベトナム戦争に米軍が隣のラヨーン県にあった空軍基地・ウータパオを使い、パッタヤーを米軍保養地として利用し始めたために開発が始まった。開発は非常に素早く、ビーチ開発などのほか、ゴー・ゴー・バーや売春などの性風俗産業が発達した。ベトナム戦争の後、米軍が去りパッタヤーは恐慌に見まわれたが、その後、特にヨーロッパからの観光客が増え始め観光産業は息を吹き返した。2001年には、パッタヤー市内のすべてのホテルには使用可能な24000室があり、2003年には150万人の観光客が訪れた。2009年にはタイの北部、中部、東北部、南部の文化を水上マーケットの形でエリアごとに紹介するパッタヤー水上マーケットがオープンした。パッタヤー地域にはサワン・ボリブーンというレスキュー隊を有する華人慈善団体がある。
映画の舞台にもなっており、1977年の千葉真一主演映画『激殺! 邪道拳』でロケーション撮影された。

## 行政
過剰な観光客の集中から海の汚染や公害問題など、従来の行政システムでは対応できない問題が生じた。1976年から「パッタヤー特別市法」が成立。アメリカのシティー・マネージャー制をタイで初めて導入したもので画期的な政策であったが、市長が意見の違いからマネージャーを解雇する事件がたびたび生じ、この政策に消極的な意見も出ている。
かつて小児売春が存在し、セックス産業は暴力団をも生み出し、暴力団のたまり場と言うイメージを持つこととなった。このため2004年、パッタヤーの地方紙に地元警察当局による暴力団一掃作戦が宣言された。この作戦にはタクシー・ドライバーによるぼったくり事件防止なども含まれている。ゲイの聖地と言われるSunee Plazaもパッタヤーにはある。タイ王国の売春も参照。

## 交通
道路
- 国道3号線が南北に走っており、その道路状態も非常に良い。ただし時間帯によっては渋滞する事もある。

鉄道
- パッタヤーの位置するチョンブリー県バーンラムン郡には東線の駅が5駅あり、この区間は1日1往復の列車が運行されている。運行日は月曜日から金曜日の間のみであり、土、日は運行しない。このダイヤの為利用者が非常に少ない。パッタヤー駅はバンコクより155.14km地点にあり、その所要時間は3時間40分である。速度に換算すると42.3km/hになる。運賃は31バーツ（約80円）である為、他のシステムに比べ非常に安価である。

バス
- バンコクの東バスターミナル及び北バスターミナルからパッタヤー行きのエアコンバスが早朝から深夜まで20〜30分おきに運行されている。運賃と所要時間は、東バスターミナル〜パッタヤーが119バーツ（約400円）で2時間、東バスターミナル〜パッタヤーが130バーツ（約430円）で2時間30分程度である。ただ、2019年からバス床下スペースにスーツケースなどの大型荷物を預ける場合には、荷物1つに対して20バーツ（約70円）が必要になっている。

ロットゥー
- トヨタ・ハイエースを改造して作られたミニバンが、バスと同じく東バスターミナルと北バスターミナルより発着している。運賃は100バーツ（約330円）前後とバスより安価であるが、スーツケースなど大きな荷物は載せられないため、一般の旅行者には不向きである。

## 画像

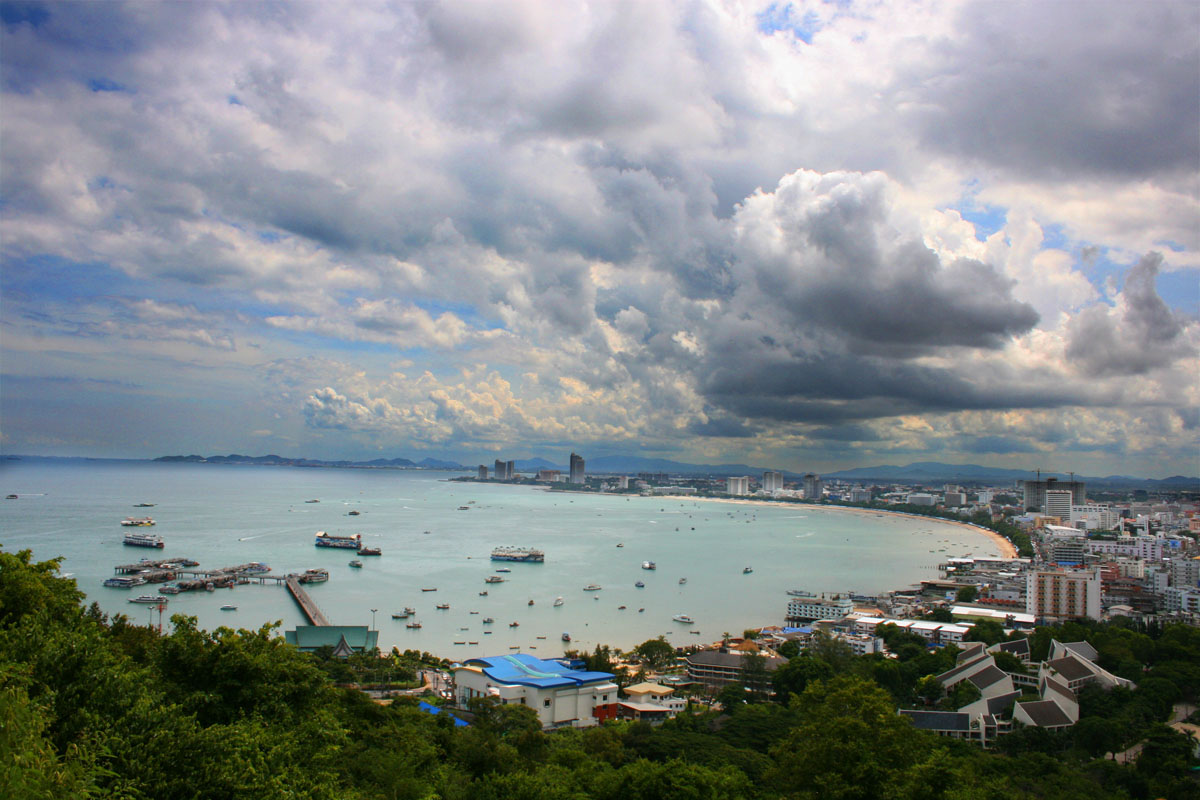
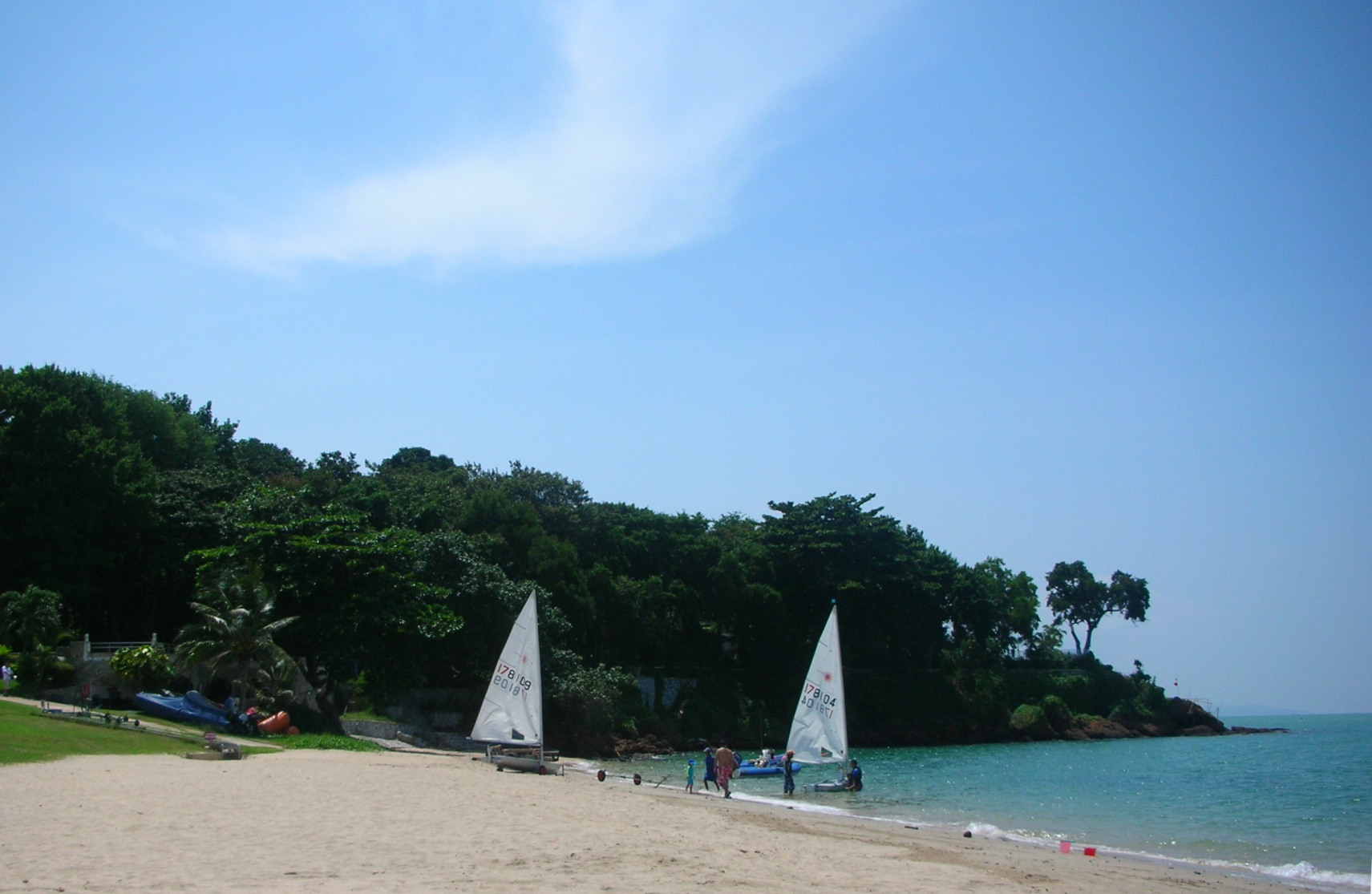
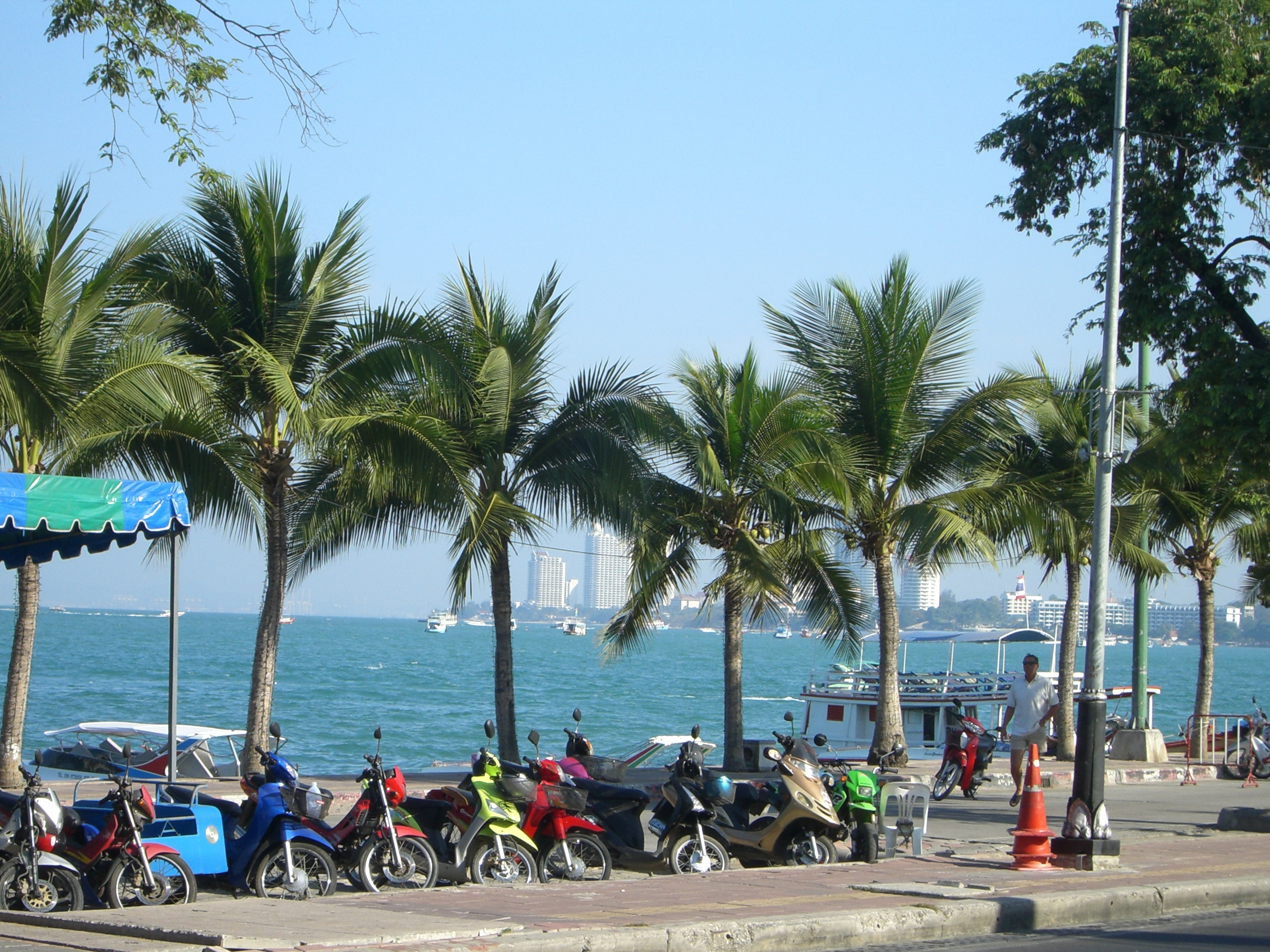
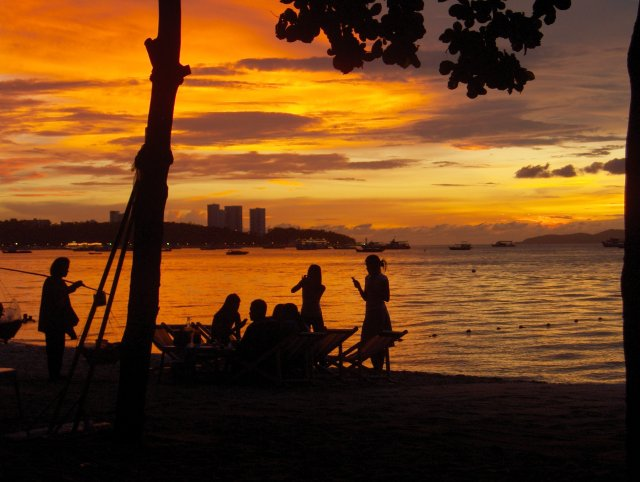
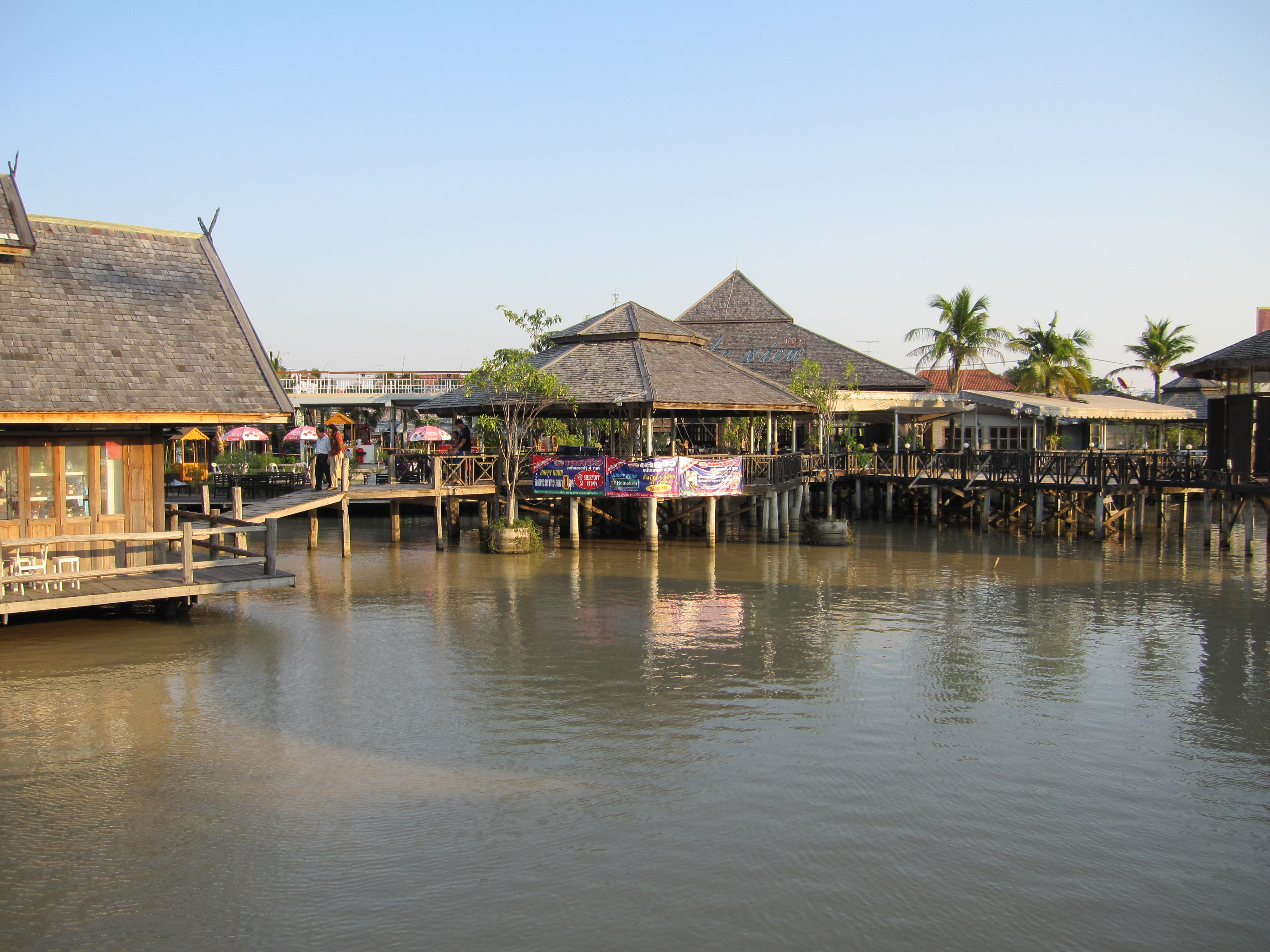
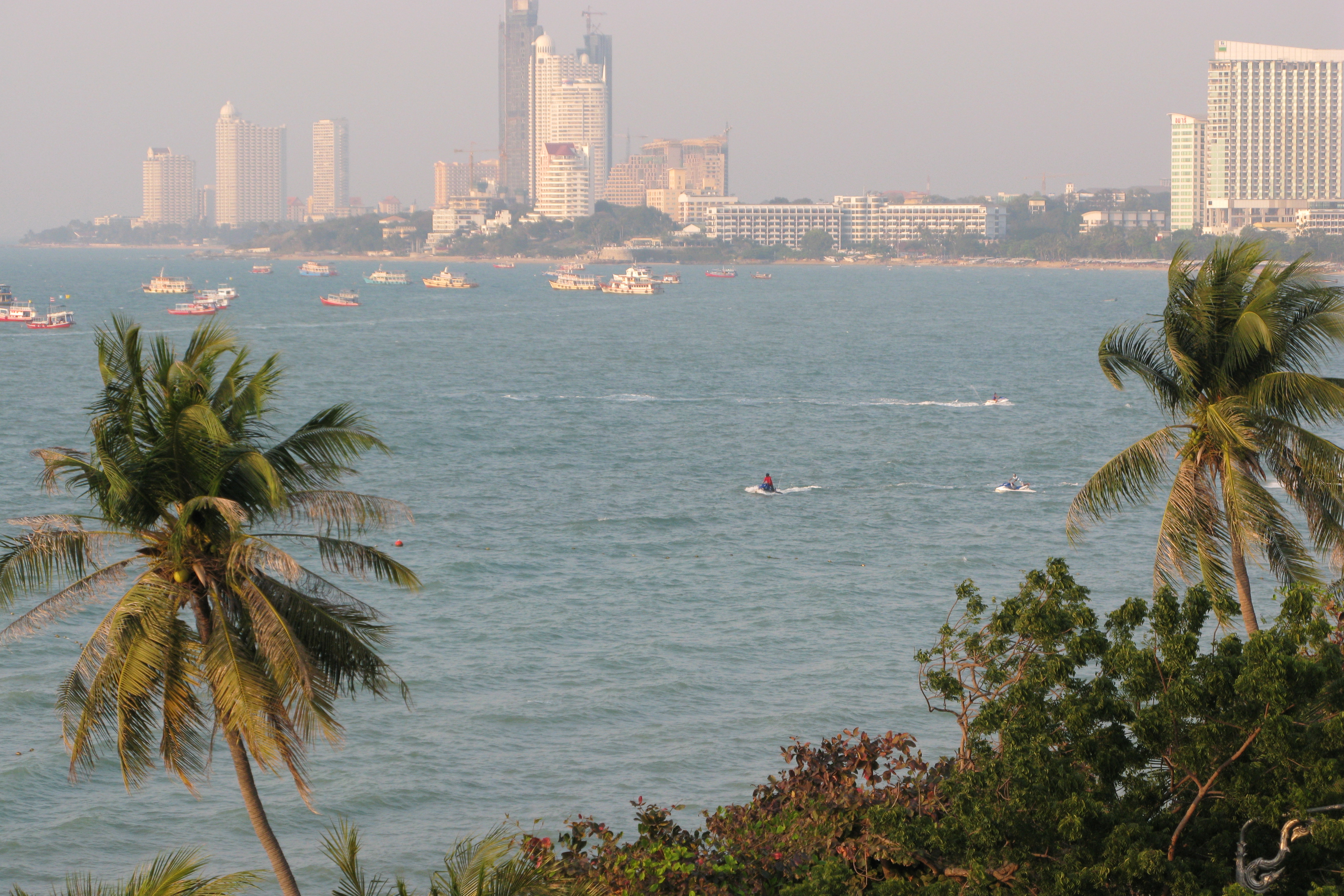
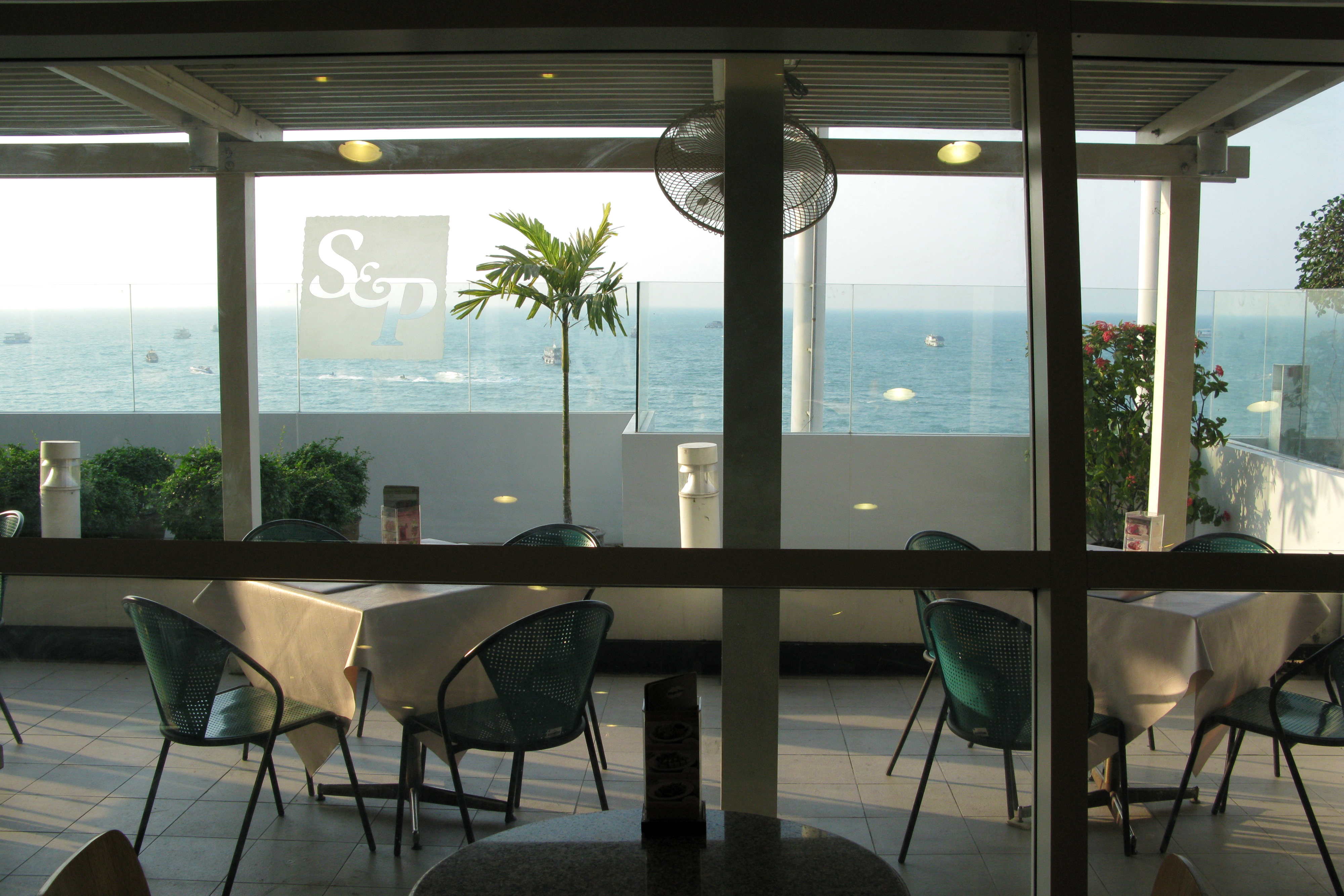
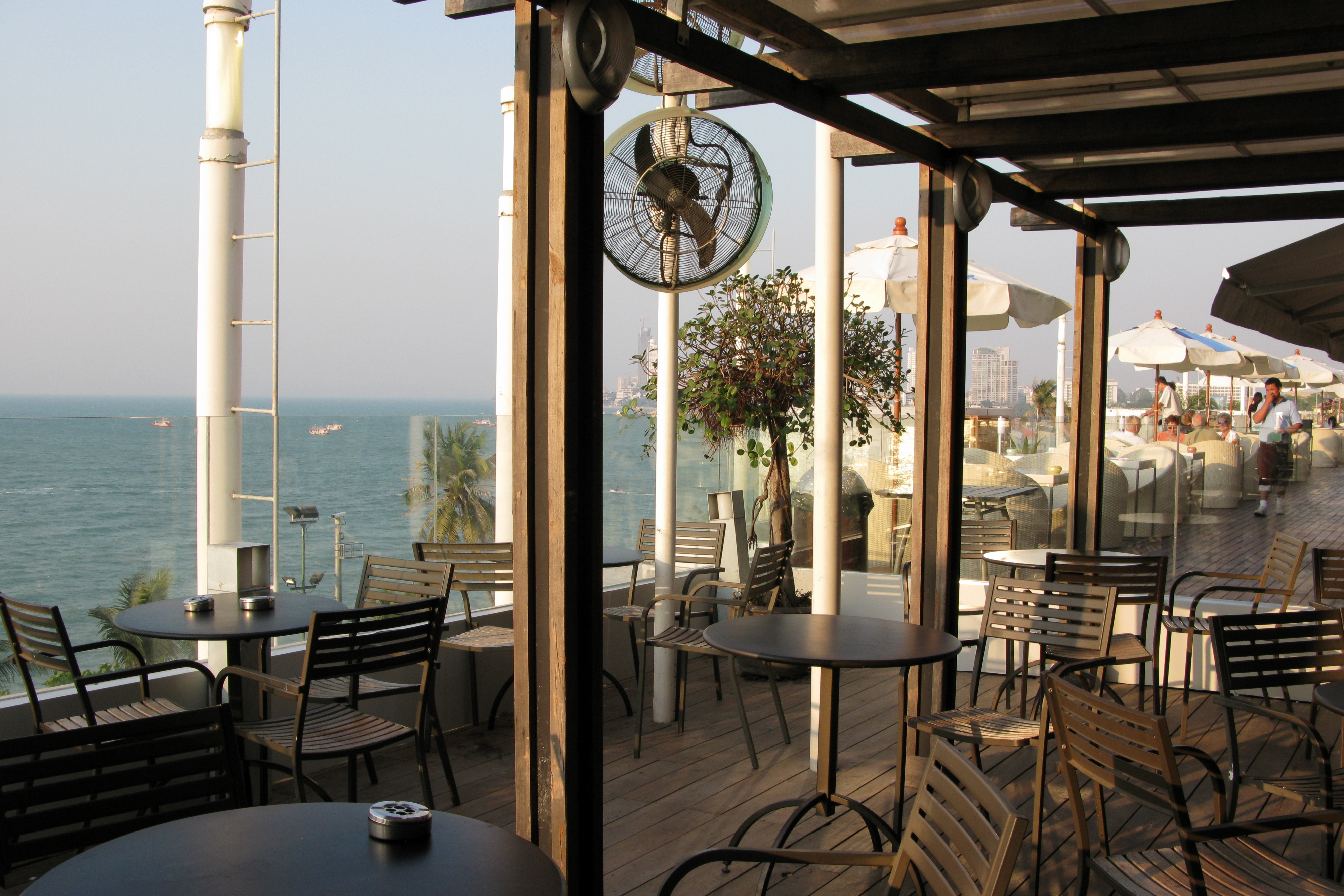
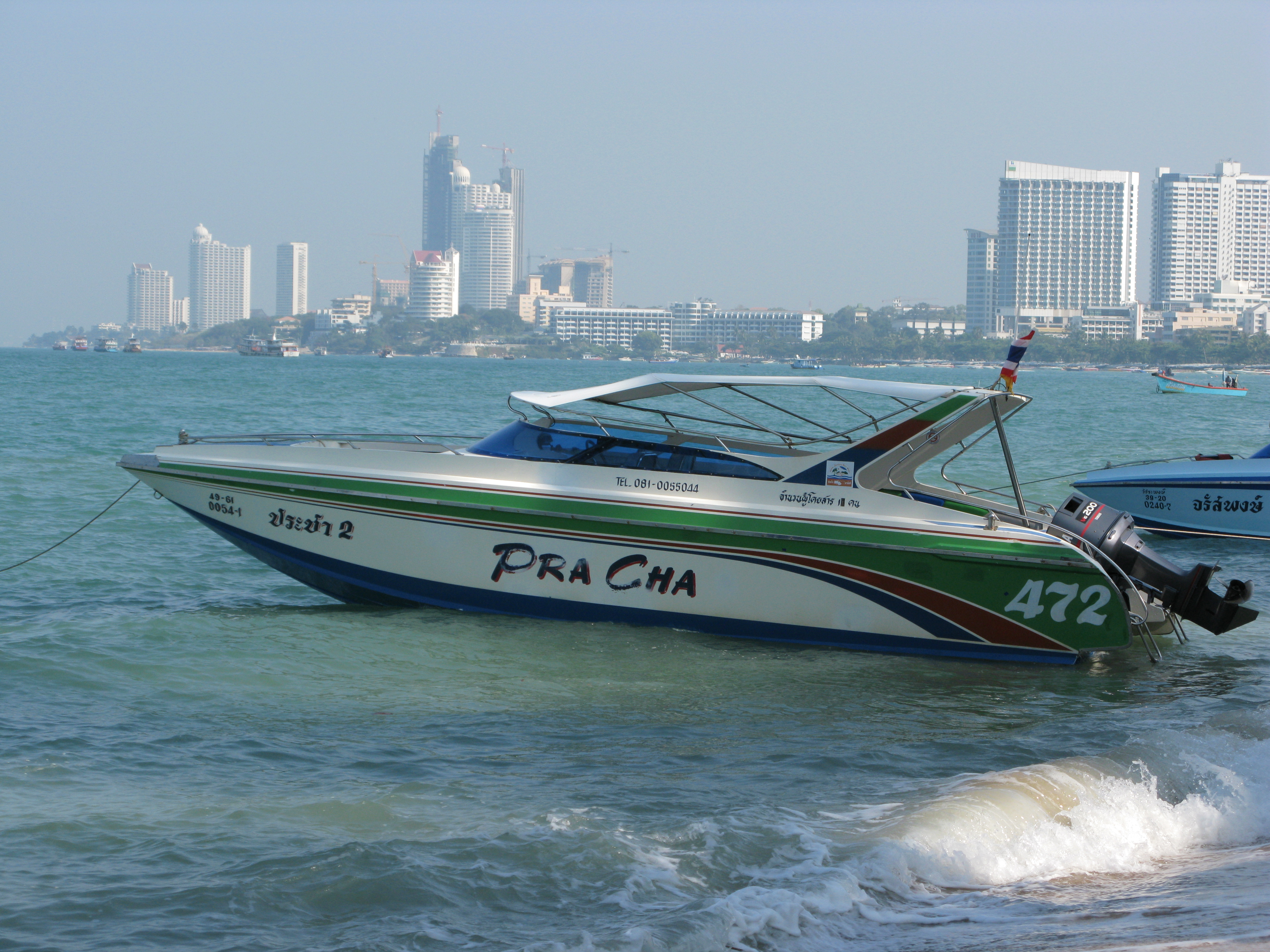
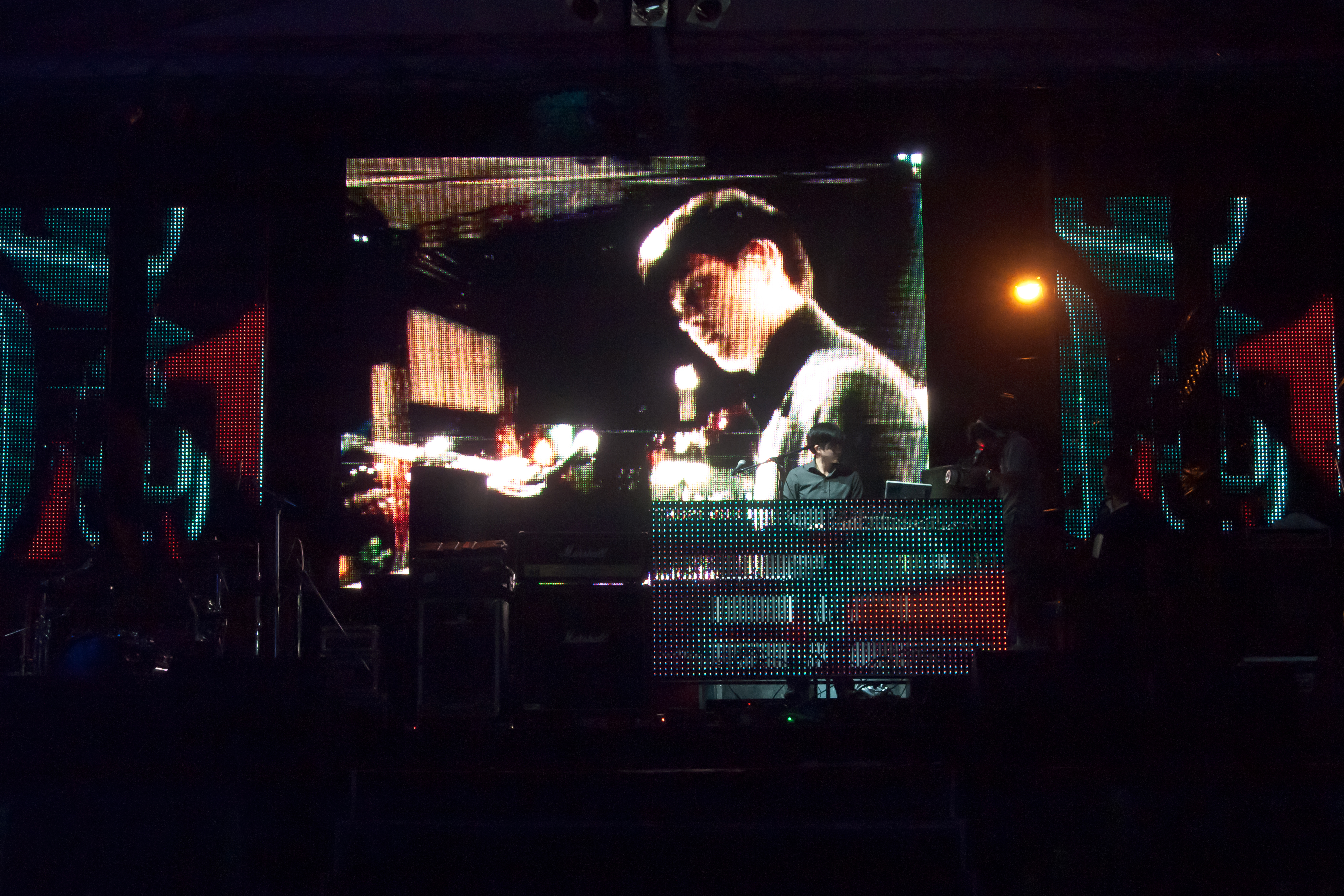
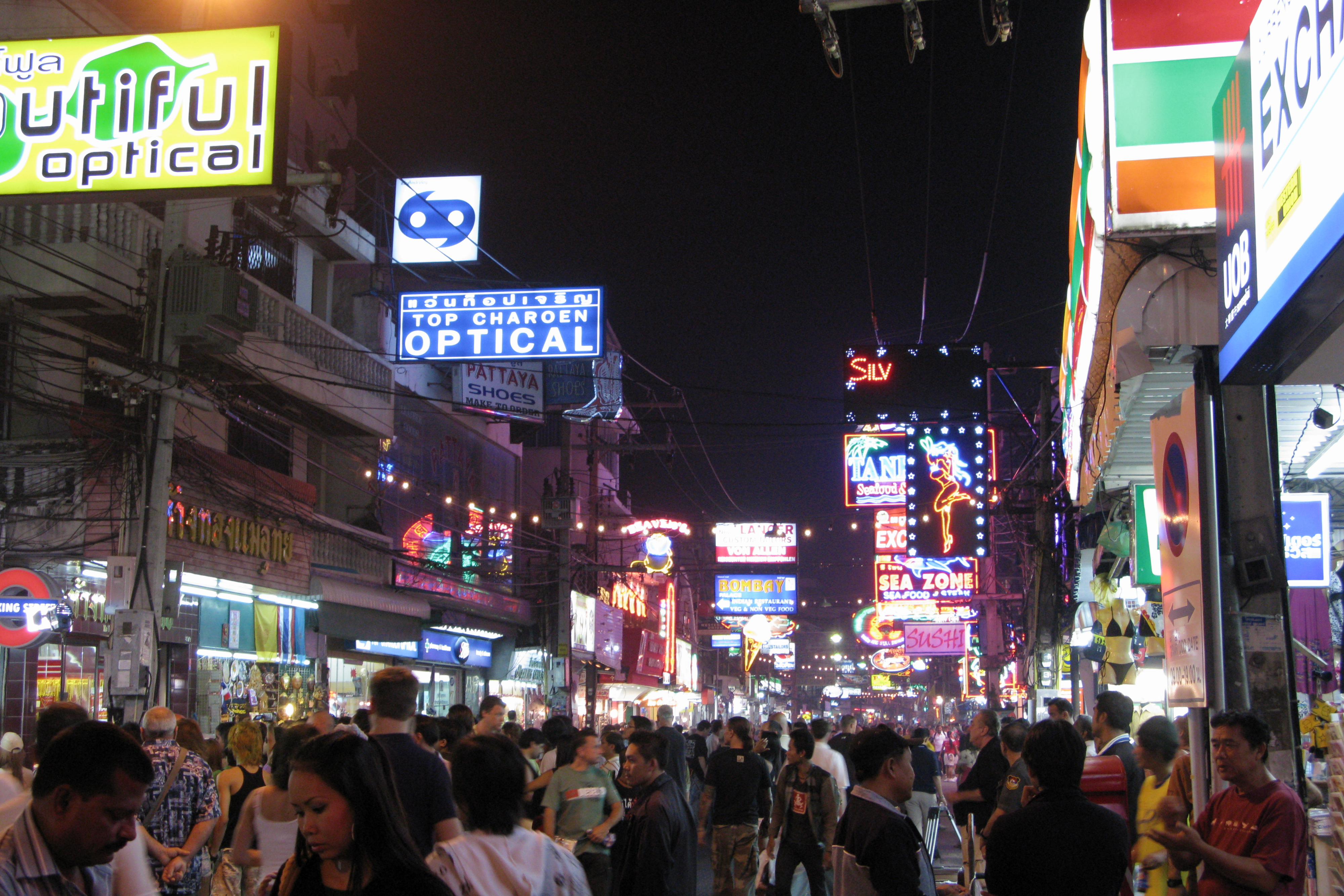
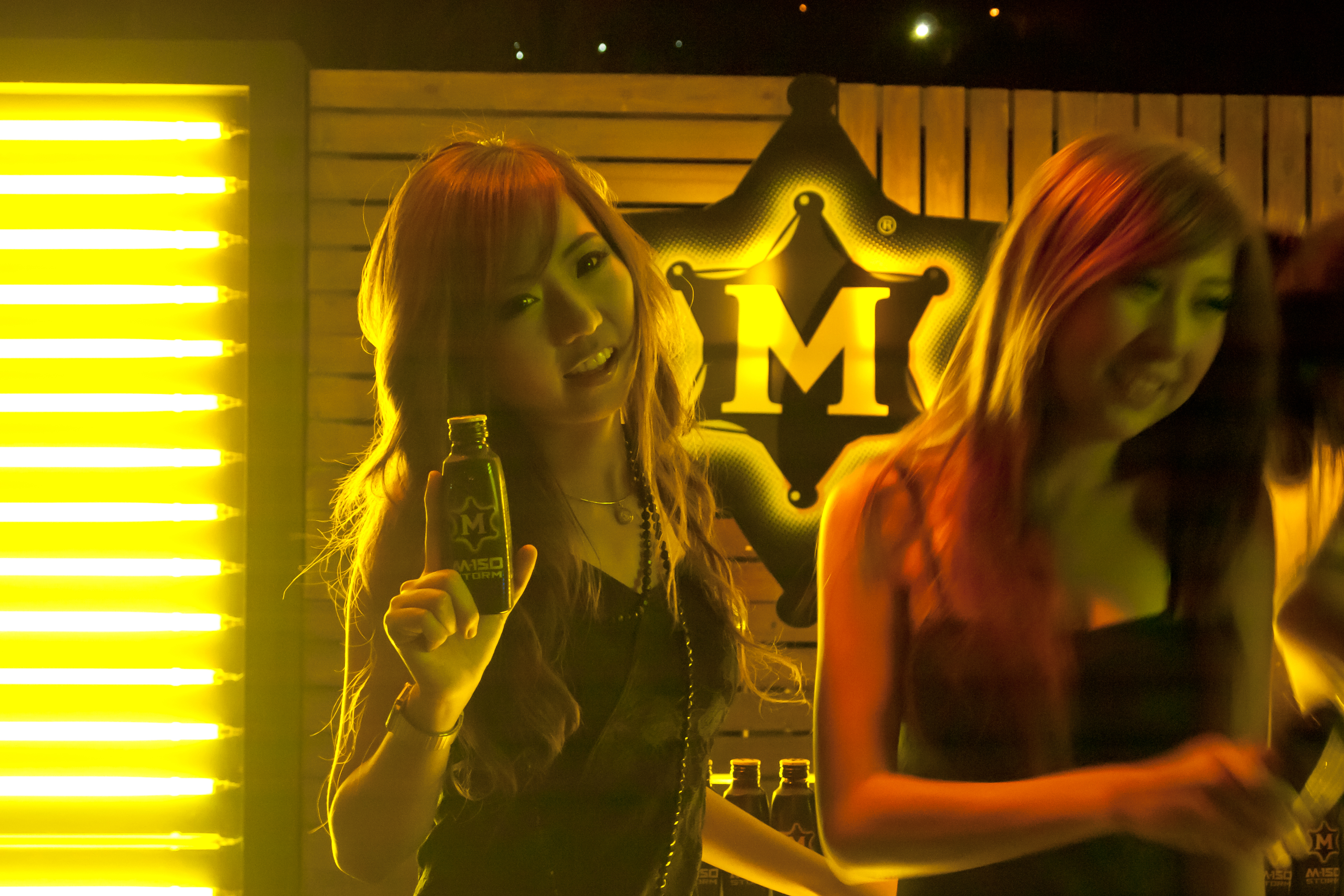

## 気候
12月～3月は乾季である。雨季の終わりに当たる9月と10月は例年雨が多くなる。
| パッタヤー (1981–2010)の気候                                                         | パッタヤー (1981–2010)の気候 | パッタヤー (1981–2010)の気候 | パッタヤー (1981–2010)の気候 | パッタヤー (1981–2010)の気候 | パッタヤー (1981–2010)の気候 | パッタヤー (1981–2010)の気候 | パッタヤー (1981–2010)の気候 | パッタヤー (1981–2010)の気候 | パッタヤー (1981–2010)の気候 | パッタヤー (1981–2010)の気候 | パッタヤー (1981–2010)の気候 | パッタヤー (1981–2010)の気候 | パッタヤー (1981–2010)の気候 |
| 月                                                                                   | 1月                          | 2月                          | 3月                          | 4月                          | 5月                          | 6月                          | 7月                          | 8月                          | 9月                          | 10月                         | 11月                         | 12月                         | 年                           |
| ------------------------------------------------------------------------------------ | ---------------------------- | ---------------------------- | ---------------------------- | ---------------------------- | ---------------------------- | ---------------------------- | ---------------------------- | ---------------------------- | ---------------------------- | ---------------------------- | ---------------------------- | ---------------------------- | ---------------------------- |
| 平均最高気温 °C （°F）                                                               | 30.6 (87.1)                  | 31.1 (88)                    | 31.8 (89.2)                  | 32.9 (91.2)                  | 32.4 (90.3)                  | 31.7 (89.1)                  | 31.4 (88.5)                  | 31.2 (88.2)                  | 31.0 (87.8)                  | 30.8 (87.4)                  | 30.5 (86.9)                  | 30.0 (86)                    | 31.28 (88.31)                |
| 平均最低気温 °C （°F）                                                               | 23.0 (73.4)                  | 24.4 (75.9)                  | 25.4 (77.7)                  | 26.3 (79.3)                  | 26.4 (79.5)                  | 26.3 (79.3)                  | 26.0 (78.8)                  | 26.0 (78.8)                  | 25.2 (77.4)                  | 24.4 (75.9)                  | 23.7 (74.7)                  | 22.5 (72.5)                  | 24.97 (76.93)                |
| 雨量 mm （inch）                                                                     | 15.6 (0.614)                 | 14.3 (0.563)                 | 53.3 (2.098)                 | 64.0 (2.52)                  | 148.3 (5.839)                | 119.0 (4.685)                | 97.4 (3.835)                 | 97.6 (3.843)                 | 204.7 (8.059)                | 216.1 (8.508)                | 72.1 (2.839)                 | 8.3 (0.327)                  | 1,110.7 (43.73)              |
| 平均降雨日数 （≥1 mm）                                                               | 1                            | 3                            | 4                            | 6                            | 12                           | 11                           | 11                           | 12                           | 17                           | 18                           | 10                           | 1                            | 106                          |
| % 湿度                                                                               | 73                           | 77                           | 77                           | 77                           | 78                           | 77                           | 77                           | 77                           | 81                           | 83                           | 76                           | 70                           | 76.9                         |
| 出典：Thai Meteorological Department (normal 1981–2010), (avg. rainy days 1961–1990) |                              |                              |                              |                              |                              |                              |                              |                              |                              |                              |                              |                              |                              |

## 姉妹都市
- シムケント(カザフスタン)